# Sericoides orsornoana
Sericoides orsornoana is een keversoort uit de familie bladsprietkevers (Scarabaeidae). De wetenschappelijke naam van de soort is voor het eerst geldig gepubliceerd in 1906 door Brenske.